# Silene isaurica
Silene isaurica är en nejlikväxtart som beskrevs av Juliette Contandriopoulos och Quezel. Silene isaurica ingår i släktet glimmar, och familjen nejlikväxter. Inga underarter finns listade i Catalogue of Life.